# Idrissa Thiam
Idrissa Thiam (Sebkha, 2 settembre 2000) è un calciatore mauritano, centrocampista svincolato della nazionale mauritana.

## Caratteristiche tecniche
È un esterno destro.

## Carriera

### Club
Cresciuto nel settore giovanile dell'ASAC Concorde, il 2 settembre 2019 è stato acquistato in prestito dal Cadice, che lo ha assegnato alla seconda squadra impegnata in Segunda División B. Al termine della stagione, dopo aver segnato una rete in 9 incontri, è stato riscattato dal club spagnolo.

### Nazionale
Il 9 ottobre 2020 ha debuttato con la nazionale mauritana subentrando nel secondo tempo dell'amichevole vinta 2-1 contro il Sierra Leone. Ha partecipato alla Coppa d'Africa 2021.

## Statistiche
Statistiche aggiornate al 14 novembre 2020.

### Presenze e reti nei club
| Stagione        | Squadra         | Campionato      | Campionato | Campionato | Coppe nazionali | Coppe nazionali | Coppe nazionali | Coppe continentali | Coppe continentali | Coppe continentali | Altre coppe | Altre coppe | Altre coppe | Totale | Totale | Totale |
| Stagione        | Squadra         | Comp            | Pres       | Reti       | Comp            | Pres            | Reti            | Comp               | Pres               | Reti               | Comp        | Pres        | Reti        | Pres   | Reti   |        |
| --------------- | --------------- | --------------- | ---------- | ---------- | --------------- | --------------- | --------------- | ------------------ | ------------------ | ------------------ | ----------- | ----------- | ----------- | ------ | ------ | ------ |
| 2019-2020       | Cadice B        | SDB             | 9          | 1          |                 | -               | -               |                    | -                  | -                  |             | -           | -           | 9      | 1      |        |
| 2020-2021       | Cadice B        | SDB             | 0          | 0          |                 | -               | -               |                    | -                  | -                  |             | -           | -           | 0      | 0      |        |
| Totale carriera | Totale carriera | Totale carriera | 9          | 1          |                 | -               | -               |                    | -                  | -                  |             | -           | -           | 9      | 1      |        |

### Cronologia presenze e reti in nazionale
| Cronologia completa delle presenze e delle reti in nazionale ― Mauritania | Cronologia completa delle presenze e delle reti in nazionale ― Mauritania | Cronologia completa delle presenze e delle reti in nazionale ― Mauritania | Cronologia completa delle presenze e delle reti in nazionale ― Mauritania | Cronologia completa delle presenze e delle reti in nazionale ― Mauritania | Cronologia completa delle presenze e delle reti in nazionale ― Mauritania | Cronologia completa delle presenze e delle reti in nazionale ― Mauritania | Cronologia completa delle presenze e delle reti in nazionale ― Mauritania |
| Data                                                                      | Città                                                                     | In casa                                                                   | Risultato                                                                 | Ospiti                                                                    | Competizione                                                              | Reti                                                                      | Note                                                                      |
| ------------------------------------------------------------------------- | ------------------------------------------------------------------------- | ------------------------------------------------------------------------- | ------------------------------------------------------------------------- | ------------------------------------------------------------------------- | ------------------------------------------------------------------------- | ------------------------------------------------------------------------- | ------------------------------------------------------------------------- |
| 9-10-2020                                                                 | Nouakchott                                                                | Mauritania                                                                | 2 – 1                                                                     | Sierra Leone                                                              | Amichevole                                                                | -                                                                         | 60’                                                                       |
| 15-11-2020                                                                | Bujumbura                                                                 | Burundi                                                                   | 3 – 1                                                                     | Mauritania                                                                | Qual. Coppa d'Africa 2021                                                 | -                                                                         | 32’                                                                       |
| 13-11-2021                                                                | Lusaka                                                                    | Zambia                                                                    | 4 – 0                                                                     | Mauritania                                                                | Qual. Mondiali 2022                                                       | -                                                                         |                                                                           |
| 16-11-2021                                                                | Nouakchott                                                                | Mauritania                                                                | 1 – 1                                                                     | Guinea Equatoriale                                                        | Qual. Mondiali 2022                                                       | -                                                                         | 87’                                                                       |
| 30-11-2021                                                                | Al Rayyan                                                                 | Tunisia                                                                   | 5 – 1                                                                     | Mauritania                                                                | Coppa Araba 2021 - 1º turno                                               | -                                                                         | 88’                                                                       |
| 3-12-2021                                                                 | Doha                                                                      | Mauritania                                                                | 0 – 1                                                                     | Emirati Arabi Uniti                                                       | Coppa Araba 2021 - 1º turno                                               | -                                                                         |                                                                           |
| 6-12-2021                                                                 | Doha                                                                      | Siria                                                                     | 1 – 2                                                                     | Mauritania                                                                | Coppa Araba 2021 - 1º turno                                               | -                                                                         |                                                                           |
| 30-12-2021                                                                | Abu Dhabi                                                                 | Mauritania                                                                | 0 – 0                                                                     | Burkina Faso                                                              | Amichevole                                                                | -                                                                         |                                                                           |
| 4-1-2022                                                                  | Abu Dhabi                                                                 | Mauritania                                                                | 1 – 1                                                                     | Gabon                                                                     | Amichevole                                                                | -                                                                         |                                                                           |
| 12-1-2022                                                                 | Limbe                                                                     | Mauritania                                                                | 0 – 1                                                                     | Gambia                                                                    | Coppa d'Africa 2021 - 1º turno                                            | -                                                                         | 65’                                                                       |
| 16-1-2022                                                                 | Limbe                                                                     | Tunisia                                                                   | 4 – 0                                                                     | Mauritania                                                                | Coppa d'Africa 2021 - 1º turno                                            | -                                                                         | 68’                                                                       |
| 20-1-2022                                                                 | Limbe                                                                     | Mali                                                                      | 2 – 0                                                                     | Mauritania                                                                | Coppa d'Africa 2021 - 1º turno                                            | -                                                                         | 78’ 81’                                                                   |
| 26-3-2022                                                                 | Nouakchott                                                                | Mauritania                                                                | 2 – 1                                                                     | Mozambico                                                                 | Amichevole                                                                | -                                                                         | 84’                                                                       |
| 29-3-2022                                                                 | Nouakchott                                                                | Mauritania                                                                | 2 – 0                                                                     | Libia                                                                     | Amichevole                                                                | -                                                                         |                                                                           |
| 4-6-2022                                                                  | Nouakchott                                                                | Mauritania                                                                | 3 – 0                                                                     | Sudan                                                                     | Qual. Coppa d'Africa 2023                                                 | -                                                                         | 81’                                                                       |
| 8-6-2022                                                                  | Franceville                                                               | Gabon                                                                     | 0 – 0                                                                     | Mauritania                                                                | Qual. Coppa d'Africa 2023                                                 | -                                                                         | 90’                                                                       |
| 24-9-2022                                                                 | Nouakchott                                                                | Mauritania                                                                | 1 – 0                                                                     | Benin                                                                     | Amichevole                                                                | -                                                                         | 78’                                                                       |
| 27-9-2022                                                                 | Mohammedia                                                                | Rep. del Congo                                                            | 0 – 2                                                                     | Mauritania                                                                | Amichevole                                                                | 1                                                                         | 78’                                                                       |
| 24-3-2023                                                                 | Lubumbashi                                                                | RD del Congo                                                              | 3 – 1                                                                     | Mauritania                                                                | Qual. Coppa d'Africa 2023                                                 | -                                                                         | 22’                                                                       |
| 9-9-2023                                                                  | Nouakchott                                                                | Mauritania                                                                | 2 – 1                                                                     | Gabon                                                                     | Qual. Coppa d'Africa 2023                                                 | -                                                                         | 57’                                                                       |
| 14-10-2023                                                                | Mohammedia                                                                | Madagascar                                                                | 1 – 2                                                                     | Mauritania                                                                | Amichevole                                                                | -                                                                         | 73’                                                                       |
| 17-10-2023                                                                | Casablanca                                                                | Mauritania                                                                | 1 – 2                                                                     | Burkina Faso                                                              | Amichevole                                                                | -                                                                         | 62’                                                                       |
| 6-1-2024                                                                  | Radès                                                                     | Tunisia                                                                   | 0 – 0                                                                     | Mauritania                                                                | Amichevole                                                                | -                                                                         | 52’                                                                       |
| 16-1-2024                                                                 | Bouaké                                                                    | Burkina Faso                                                              | 1 – 0                                                                     | Mauritania                                                                | Coppa d'Africa 2023 - 1º turno                                            | -                                                                         | 58’                                                                       |
| 23-1-2024                                                                 | Bouaké                                                                    | Mauritania                                                                | 1 – 0                                                                     | Algeria                                                                   | Coppa d'Africa 2023 - 1º turno                                            | -                                                                         | 82’                                                                       |
| 22-3-2024                                                                 | Marrakech                                                                 | Mali                                                                      | 2 – 0                                                                     | Mauritania                                                                | Amichevole                                                                | -                                                                         | 69’                                                                       |
| 26-3-2024                                                                 | Agadir                                                                    | Marocco                                                                   | 0 – 0                                                                     | Mauritania                                                                | Amichevole                                                                | -                                                                         | 7’ 81’                                                                    |
| 9-6-2024                                                                  | Nouakchott                                                                | Mauritania                                                                | 0 – 1                                                                     | Senegal                                                                   | Qual. Mondiali 2026                                                       | -                                                                         | 62’                                                                       |
| 7-9-2024                                                                  | Nouakchott                                                                | Mauritania                                                                | 1 – 0                                                                     | Botswana                                                                  | Qual. Coppa d'Africa 2025                                                 | -                                                                         | 60’                                                                       |
| 10-9-2024                                                                 | Praia                                                                     | Capo Verde                                                                | 2 – 0                                                                     | Mauritania                                                                | Qual. Coppa d'Africa 2025                                                 | -                                                                         | 88’                                                                       |
| 11-10-2024                                                                | Il Cairo                                                                  | Egitto                                                                    | 2 – 0                                                                     | Mauritania                                                                | Qual. Coppa d'Africa 2025                                                 | -                                                                         | 77’                                                                       |
| 15-10-2024                                                                | Nouakchott                                                                | Mauritania                                                                | 0 – 1                                                                     | Egitto                                                                    | Qual. Coppa d'Africa 2025                                                 | -                                                                         | 81’                                                                       |
| 15-11-2024                                                                | Francistown                                                               | Botswana                                                                  | 1 – 1                                                                     | Mauritania                                                                | Qual. Coppa d'Africa 2025                                                 | -                                                                         | 68’                                                                       |
| 19-11-2024                                                                | Nouakchott                                                                | Mauritania                                                                | 1 – 0                                                                     | Capo Verde                                                                | Qual. Coppa d'Africa 2025                                                 | -                                                                         | 53’                                                                       |
| 22-3-2025                                                                 | Lomé                                                                      | Togo                                                                      | 2 – 2                                                                     | Mauritania                                                                | Qual. Mondiali 2026                                                       | -                                                                         | 77’                                                                       |
| 25-3-2025                                                                 | Nouakchott                                                                | Mauritania                                                                | 0 – 2                                                                     | RD del Congo                                                              | Qual. Mondiali 2026                                                       | -                                                                         | 55’                                                                       |
| Totale                                                                    |                                                                           | Presenze                                                                  | 36                                                                        |                                                                           | Reti                                                                      | 1                                                                         |                                                                           |